# Idioma diegueño
El idioma ipai, conocido también como iipay o diegueño del Norte, es una lengua indígena que se habló en la región del condado de San Diego (California, Estados Unidos). Hinton (1994:28) ha sugerido un cálculo bastante conservador de 25 hablantes de ipai en California en la década de 1990.
El ipai forma parte del grupo yumano del delta del Colorado y California de la familia lingüística yumano-cochimí. Esta lengua y sus vecinas del sur, el kumiai y el cochimí, fueron considerados como dialectos del idioma diegueño, pero en la actualidad existe consenso sobre la naturaleza distinta de cada una de estas tres lenguas (Langdon, 1990). Confusamente, kumiai es un término empleado para referirse a este conjunto de lenguas y al conjunto de pueblos que las hablan como un todo. 
Los documentos disponibles del idioma ipai incluyen gramáticas, un diccionario y varios textos (Mithun 1999:578).
- Datos: Q3027474